# Рогачівська сільська рада (Баранівський район)
Рогачівська сільська рада — колишня адміністративно-територіальна одиниця та орган місцевого самоврядування у Баранівському і Новоград-Волинському районах Волинської округи, Київської й Житомирської областей Української РСР та України з адміністративним центром у с. Рогачів.

## Населені пункти
Сільській раді були підпорядковані населені пункти:
- с. Рогачів
- с. Млини
- с. Острожок
- с. Рудня

## Населення
Кількість населення ради станом на 1923 рік становила 2 086 осіб, кількість дворів — 442.
Відповідно до результатів перепису населення СРСР, кількість населення ради станом на 12 січня 1989 року становила 2 096 осіб.
Станом на 5 грудня 2001 року, відповідно до перепису населення України, кількість мешканців сільської ради становила 1 771 особу.

## Склад ради
Рада складалася з 16 депутатів та голови.

### Керівний склад сільської ради
| ПІБ                            | Основні відомості                                                                                      | Дата обрання | Дата звільнення |
| ------------------------------ | --- | ------------ | --------------- |
| Солощук Володимир Іванович     | Сільський голова, 1965 року народження, освіта, безпартійний                                           | 26.03.2006   | 31.10.2010      |
| Солощук Володимир Іванович     | Сільський голова, 1965 року народження, освіта незакінчена вища, член політичної партії «Наша Україна» | 31.10.2010   | 12.04.2013      |
| Маліцький Віктор Володимирович | Сільський голова, 1988 року народження, освіта середня спеціальна, член Партії регіонів                | 15.12.2013   |                 |

Примітка: таблиця складена за даними джерела

## Історія
Створена 1923 року в складі містечка та села Рогачів і хутора Безхлібниця Рогачівської волості Новоград-Волинського повіту Волинської губернії. Станом на 1 жовтня 1941 року х. Безхлібниця не значився на обліку населених пунктів.
Станом на 1 вересня 1946 року входила до складу Баранівського району Житомирської області, на обліку в раді перебувало с. Рогачів.
11 серпня 1954 року, відповідно до указу Президії Верховної ради Української РСР «Про укрупнення сільських рад по Житомирській області», до складу ради включено села Млини, Острожок та Рудня ліквідованої Острожецької сільської ради Баранівського району.
На 1 січня 1972 року сільська рада входила до складу Баранівського району Житомирської області, на обліку в раді перебували села Млини, Острожок, Рогачів та Рудня.
Ліквідована 30 грудня 2016 року через об'єднання до складу Баранівської міської територіальної громади Баранівського району Житомирської області.
Входила до складу Баранівського (7.03.1923 р., 8.12.1966 р.) та Новоград-Волинського (30.12.1962 р.) районів.